# 埃塞克斯鎮區 (伊利諾伊州坎卡基縣)
埃塞克斯鎮區（英語：Essex Township）是位於美國伊利諾伊州坎卡基縣的一個行政鎮區。

## 地方資料
根據2010年美國人口普查的數據，埃塞克斯鎮區的面積為93.80平方千米，當中陸地面積為92.30平方千米，而水域面積為1.50平方千米。當地共有人口1414人，而人口密度為每平方千米15.07人。